# Lago del Brugneto
Der Lago del Brugneto (zu deutsch: Brugnetosee) ist ein Stausee in der italienischen Region Ligurien. Er liegt im Ligurischen Apennin innerhalb des Naturparks Antola. Der im Alta Val Trebbia, in der Nähe der Gemeinden Torriglia, Propata und Rondanina gelegene See stellt die größte Süßwasserfläche innerhalb der Region dar.
Das künstliche Becken des Sees wurde 1959 von der Azienda Municipalizzata Gas e Acqua di Genova erstellt und durch das Aufstauen des Flusses Brugneto geflutet. Der See befindet sich auf einer Höhe von 777 Metern über dem Meeresniveau und stellt mit seiner Maximalkapazität von 25,13 Millionen Kubikmetern Süßwasser die Hauptwasserversorgung der Regionalhauptstadt Genua dar.
Die Länge des Stausees beträgt drei Kilometer, bei einer Breite von circa 200 Metern. Der Umfang liegt bei ungefähr 13,5 Kilometern.